# Galathowenia fragilis
Galathowenia fragilis är en ringmaskart som först beskrevs av Birger Nilson och Holthe 1985.  Galathowenia fragilis ingår i släktet Galathowenia och familjen Oweniidae. Arten är reproducerande i Sverige. Inga underarter finns listade i Catalogue of Life.